# Château les Vallées
Le château les Vallées est un château situé à Tournon-Saint-Pierre, dans le département français d'Indre-et-Loire.

## Historique et architecture
Au nord-ouest de la commune de Tournon-Saint-Pierre, le château est construit à la fin du XVIIIe ou au début du XIXe siècle sur l'emplacement d'une demeure plus ancienne détruite à la Révolution ; il se situe au milieu d'un grand parc.
Construit en pierre de taille de tuffeau, le château se compose d'un corps de logis comprenant un rez-de-chaussée surélevé avec terrasse, un étage et un comble en retrait avec toiture à quatre pans en ardoises. Deux tours flanquent les angles de la façade sud.

## Propriétaires
Après la Première Guerre mondiale, les parents de la future cantatrice Mado Robin s'en portent acquéreurs. Cette dernière, née dans la commune voisine d'Yzeures-sur-Creuse, y passe ses vacances d'été. 